# Крынин, Александр Эдуардович
Александр Эдуардович Крынин (1 мая 1996, Воронеж, Россия — 28 марта, 2022, Малая Рогань, Харьковская область, Украина) — российский военнослужащий, начальник штаба танкового батальона 59-го гвардейского танкового полка, гвардии старший лейтенант. Герой Российской Федерации (2022, посмертно).

## Биография
Родился 1 мая 1996 года в городе Воронеже. Учился в воронежской средней школе № 95. В 2013 году окончил Михайловский кадетский корпус в том же городе, в 2018 году — Московское высшее военное командное училище в Москве. После окончания училища служил командиром мотострелкового взвода 488-го гвардейского мотострелкового полка 144-й гвардейской мотострелковой Ельнинской Краснознамённой, ордена Суворова дивизии. Затем был назначен командиром мотострелковой роты 59-го гвардейского танкового полка.
С 24 февраля 2022 года участвовал во вторжении России на Украину. Через месяц был назначен начальником штаба батальона. По данным военного ведомства РФ, подразделение, которым командовал Александр Крынин, с 25 марта участвовало в боевых действиях в селе Малая Рогань Харьковской области. По утверждению МО РФ, лично уничтожил до десяти военнослужащих и бронемашину пехоты противника, что позволило задержать наступление противника и дало возможность подразделениям полка перегруппироваться. 28 марта при выходе из окружения поразил ещё двух военнослужащих ВСУ, но в боестолкновении получил смертельные осколочные ранения ног.
Похоронен на сельском кладбище в Кочетовке Хохольского района Воронежской области.
Указом Президента Российской Федерации № 537сс от 11 августа 2022 года старшему лейтенанту Александру Эдуардовичу Крынину за проявленные мужество и героизм присвоено звание Герой России (посмертно). 2 сентября 2022 года Губернатор Воронежской области Александр Гусев передал Медаль «Золотая Звезда» семье погибшего.

## Семья
Был женат, воспитывал сына.

## Память
- На здании Михайловского кадетского корпуса в Воронеже 19 ноября 2022 года была установлена памятная доска в честь Александра Крынина[4][6].
- Именем Александра Крынина названа школа № 95 и планируют назвать новую улицу в Воронеже, а в селе Хохол Хохольского района Воронежской области на Аллее Героев установят бюст военнослужащего[4].
- 6 декабря 2022 года новая магистральная улица в Центральном районе Воронежа названа в честь Александра Крынина[7].